# 모스크바의 바다

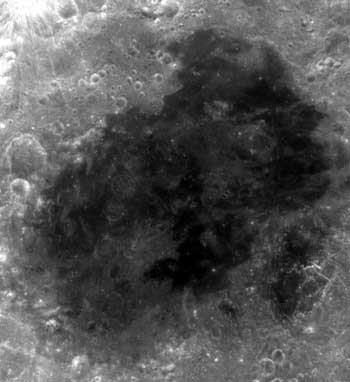
모스크바의 바다

모스크바의 바다(라틴어: Mare Moscoviense, 영어: Sea of Moscow)는 달의 표면에 있는 달의 바다이다. 달의 북반구에 위치해 있으며, 지구에서 관찰할 수 없는 달의 뒷부분에 위치해 있다. 1959년 루나 3호가 세계 최초로 달의 뒷면을 촬영하였을 때 발견되었다. 직경은 277km이다.

## 참조
1. ↑  “Moon Mare/Maria”. 《Gazetteer of Planetary Nomenclature》. USGS Astrogeology. 2010년 8월 20일에 확인함.